# Congregação das Irmãs do Imaculado Coração de Maria
A Congregação das Irmãs do Imaculado Coração de Maria é uma congregação religiosa católica, de vida apostólica e comunitária, protagonizada pela beata Bárbara Maix (1818-1873) e, que embora tenha as suas origens em Viena d´Áustria em 8 de maio de 1843, foi fundada depois aos 8 de maio de 1849 na cidade do Rio de Janeiro.
É uma congregação religiosa feminina católica que atua nas áreas de educação formal e popular; obras sociais, promoção humana e social mediante projetos, ações e atividades; na saúde hospitalar, comunitária e preventiva; na pastoral e missões. Tem como missão atuar na educação, saúde, pastoral e assistência social, defendendo e promovendo a vida, a inclusão social e o exercício da cidadania.
A Congregação está no Brasil organizada em cinco sedes provinciais. Atualmente as religiosas encontram-se, além do Brasil, também no Haiti, Paraguai, Venezuela, Bolívia, Itália e Moçambique.